# Sabatinca aurantiaca
Sabatinca aurantiaca là một loài bướm đêm thuộc họ Micropterigidae. Nó được Philpott miêu tả năm 1924. Loài này có ở New Zealand.
Adults were được tìm thấy ở woodland vào tháng 11 và tháng 12.